# Araneus polydentatus
Araneus polydentatus är en spindelart som beskrevs av Yin, Griswold och Xu 2007. Araneus polydentatus ingår i släktet Araneus och familjen hjulspindlar. Inga underarter finns listade i Catalogue of Life.